# Grant Hanley
Grant Campbell Hanley (ur. 20 listopada 1991 w Dumfries) – szkocki piłkarz, występujący na pozycji obrońcy, reprezentant Szkocji. Uczestnik Mistrzostw Europy 2020 oraz 2024. Wychowanek Blackburn Rovers.